# Gastronomía de Indonesia

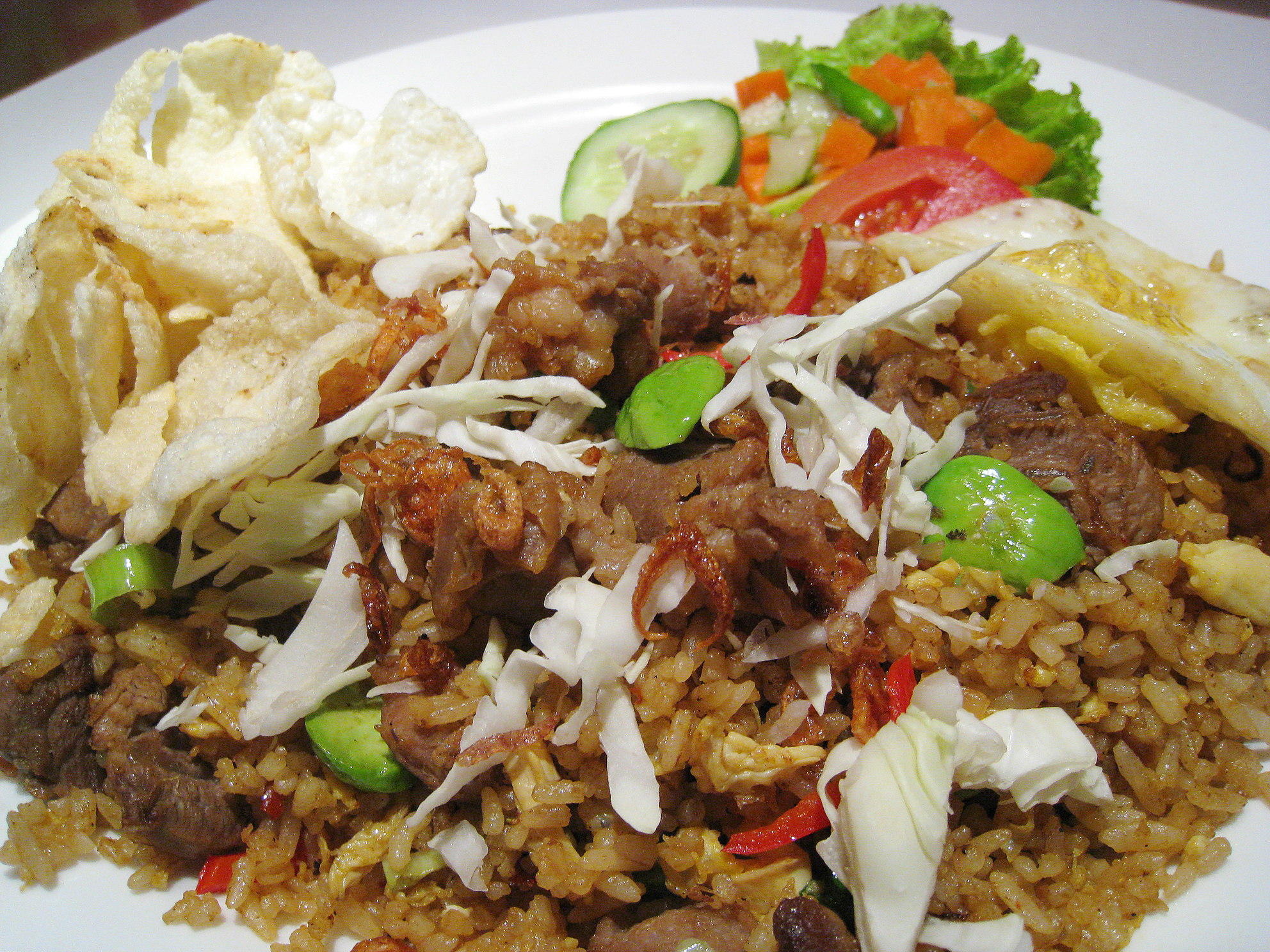
Nasi goreng

La cocina indonesia refleja la variedad extensa de gente que vive en las 6000 islas pobladas que componen Indonesia. La cocina indonesia es tan diversa como la cultura indonesia, y ha adquirido influencia culinaria de muchas fuentes. A través de su historia, Indonesia ha estado implicada en el comercio debido a su localización y recursos naturales. Las técnicas indígenas y los ingredientes de Indonesia, por lo menos en las partes de Malasia, son influenciados por la India, el Oriente Medio, China y finalmente Europa. Los comerciantes españoles y portugueses trajeron los productos del Nuevo Mundo incluso antes de que los neerlandeses colonizaran la mayor parte de Indonesia.

## Características
En Indonesia occidental y central el almuerzo principal se cocina generalmente por la mañana, y se consume alrededor de mediodía. En muchas familias no hay hora establecida de comida y se espera que todos los miembros la atiendan. Por esta razón, la mayor parte de los platos se hacen de tal forma que puedan durar y seguir siendo comestibles aunque sean dejados sobre la mesa a temperatura ambiente por muchas horas. Los mismos platos entonces se recalientan para la comida final por la tarde. La mayoría de las comidas se elaboran alrededor de una pila cónica del arroz de grano largo. Una comida puede incluir una sopa, la ensalada (o los alimentos más comúnmente salteados con ajo), y un plato principal. Cuando una comida es acompañada por uno, o varios condimentos, se le denomina sambals.
En Indonesia oriental, en donde predominan las culturas nativas de los isleños, como por ejemplo en la isla de Papúa y de Timor, las comidas se pueden centrar alrededor de otras fuentes de carbohidratos tales como sago y/o trigo. Los platos más populares que se originaron en Indonesia son comunes a través la mayor parte de Asia, con la carne de vaca y los sambals muy apreciados en Malasia y Singapur. Los platos a base de soja tales como variaciones del queso de soja (tahu) y del tempeh son también muy populares. De hecho, el tempeh es una adaptación del queso de soja a los climas tropicales de Indonesia.

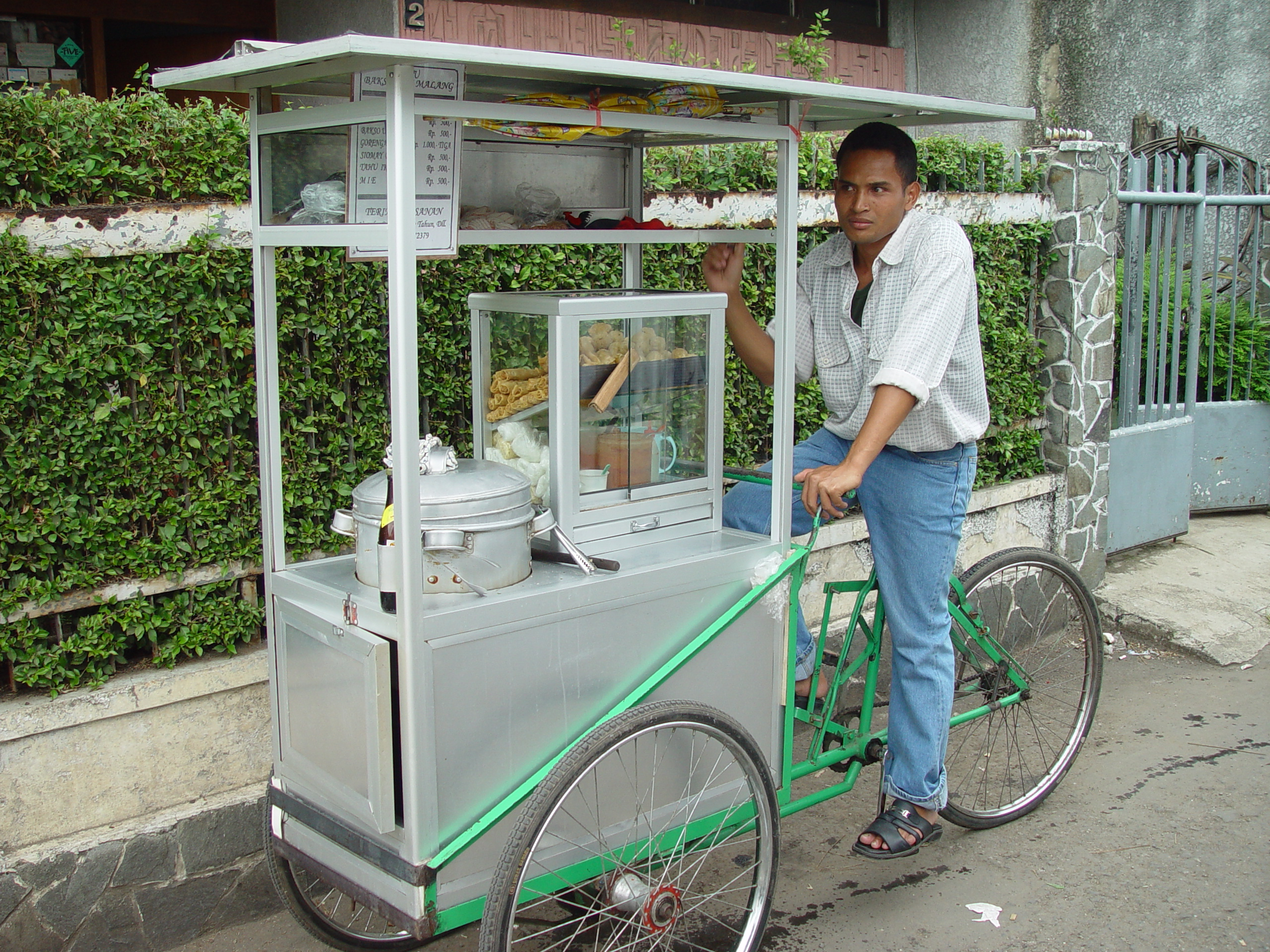
Bakso vendedor de albóndigas en Bandung

En la mayoría de las ciudades es común ver platos chinos tales como bollos y fideos vendidos por los vendedores callejeros y los restaurantes de la calle por igual, adaptando los platos muy a menudo para convertirse en una mezcla de cocina china-indonesia. Una adaptación muy común es que el cerdo no se emplea ya que la mayoría de indonesios son musulmanes. Los vendedores de la calle son comunes, además son muy típicos vendiendo sus mercancías en bicicletas o en unos carros especiales. Estos carros se conocen como kaki lima (denominación que viene a indicar lo estrecho de las sendas para peatones de casi metro y medio de ancho en Indonesia, no obstante alguna gente dice la nombran “cinco pies” después de los tres pies del carro y de dos pies del vendedor), y muchos de estos tienen su propia llamada (bocina, campana, timbre, etc) distintiva para anunciar la venta de sus mercancías. Por ejemplo, el vendedor del sopa golpeará el lado de un tazón del bol de la sopa.

## Costumbres a la mesa
Los restaurantes denominados “Padang” (Rumah Makan Padang) se encuentran en muchas partes de Indonesia. Estos restaurantes sirven la cocina de la gente de Minangkabau. En estos restaurantes se sirven muchos platos pequeños que se llevan a mesa. Los comensales solamente comen lo que desean de esta selección de platos, y se los llevan. El alimento de Padang es típicamente picante y abunda la carne de vaca Rendang. Las comidas indonesias se comen comúnmente con la combinación de la cuchara en la mano derecha y del tenedor en la mano izquierda, aunque en muchas partes tales como Java del oeste es también usual comer con los dedos de las manos.

## Condimentos comunes

### Especias
- Candlenut (kemiri)
- Galangal (laos)
- Cúrcuma (kunyit)
- Jengibre (jahe)
- Chili (cabai)

### Hierbas
- Lemon Albahaca (kemangi)
- Cymbopogon (serai)
- Pandano (pandan) (P. amaryllifolius, una variedad de Pandanus, empleado para proporcionar un aroma a algunos platos y postres)

## Algunos platos populares
- Ayam Taliwang
- Bakmi Goreng (fideos fritos)
- Bakwan Malang (sopa de albóndigas con wontons fritos procedente de la ciudad de Malang)
- Gado-gado (una mezcla de vegetales y crackers con salsa de nueces. El sabor es dulce en el este de Java y salado en el oeste Java)
- Gudeg
- Gulai
- Karedok (vegetales crudos con salsa de cacahuetes (la misma que gado-gado pero usando vegetales))
- Ketoprak
- Nasi Campur o Nasi Rames (Arroz mezclado)
- Nasi Goreng (Arroz frito)
- Nasi Kuning (Comido generalmente durante acontecimientos especiales. El arroz se cocina con leche y cúrcuma de coco, por lo tanto el nasi conocido como kuning (arroz amarillo). Se sirve generalmente con más variedades de platos)
- Nasi Padang
- Nasi Pecel
- Nasi Rawon
- Nasi Uduk
- Opor Ayam
- Pecel (una mezcla de alimentos y combinados con una galleta tradicional con salsa picante del cacahuete.)
- Rawon (una sopa de la carne de vaca. El color es generalmente negro debido al “kluwih” usado como especia)
- Rendang
- Saté o Satay (carne de barbacoa ensartada)
- Sayur Asem (Plato ácido/Plato de Tamarindo)
- Soto o Sroto o Coto (una sopa de pollo o de carne de vaca. El color es amarillo porque utiliza la cúrcuma como especia. El Soto en Yakarta contiene leche de coco mientras que en Java del este no)
- Tongseng o Krengsengan (sautee de cordero con la salsa de soja)
- Babi Guling (Cerdo asado al estilo de Bali; comparable con el Cerdo Hawaiano al estilo de luau.
- Ayam/Bebek Betutu (Pato asado)
- Lawar

## Aperitivos de Indonesia
- Asinan Betawi
- Bakpia Pathok
- Emping Galletas elaboradas de las semillas aplanadas de Gnemon
- Geplak
- Gethuk
- Kerak Telor
- Kerupuk (Aperitivo de gamba - servidos como acompañamiento del Nasi Goreng)
- Klepon
- Kue Bandung
- Lemper
- Lontong Cap Gomeh
- Lumpia Semarang
- Martabak
- Nagasari
- Otak-otak (carne de pescados mezclada con la harina y después cubierta con la hoja del plátano antes de ser asado a la parrilla)
- Rujak (hay dos clases de rujak. Los petis de Rujak son un plato popular de Surabaya, una mezcla de vehículos, queso de soja, tempeh con la salsa negra de la pasta de pescados. Los manís de Rujak, son una mezcla de la fruta cubierta con la salsa dulce y picante del cacahuete)
- Pempek (un distintivo de los platos de Palembang. Carne de pescados mezclada con la harina y después frita. Servido con el pepino, los tallarines, y se añade la salsa negra (salsa de soja))
- Somay/Siomay
- Srabi
- Tempeh Bacem
- Brem
- Arem-arem

## Bebidas de Indonesia
- Bajigur
- Cendol
- Es teler
- Es dawet
- Jahe Telor
- Serbat
- Teh Talua
- Wedhang rondhe
- Teh botol (Té embotellado}

## Postres populares
- Bubur Ketan Hitam
- Klepon
- Kolak
- Lapis Legit
- Lupis
- Pisang Goreng (Banana Frita)
- Tape Uli
- Bubur Candil
- Cenil
- Latok
- Paklempung

## Frutas indonesias

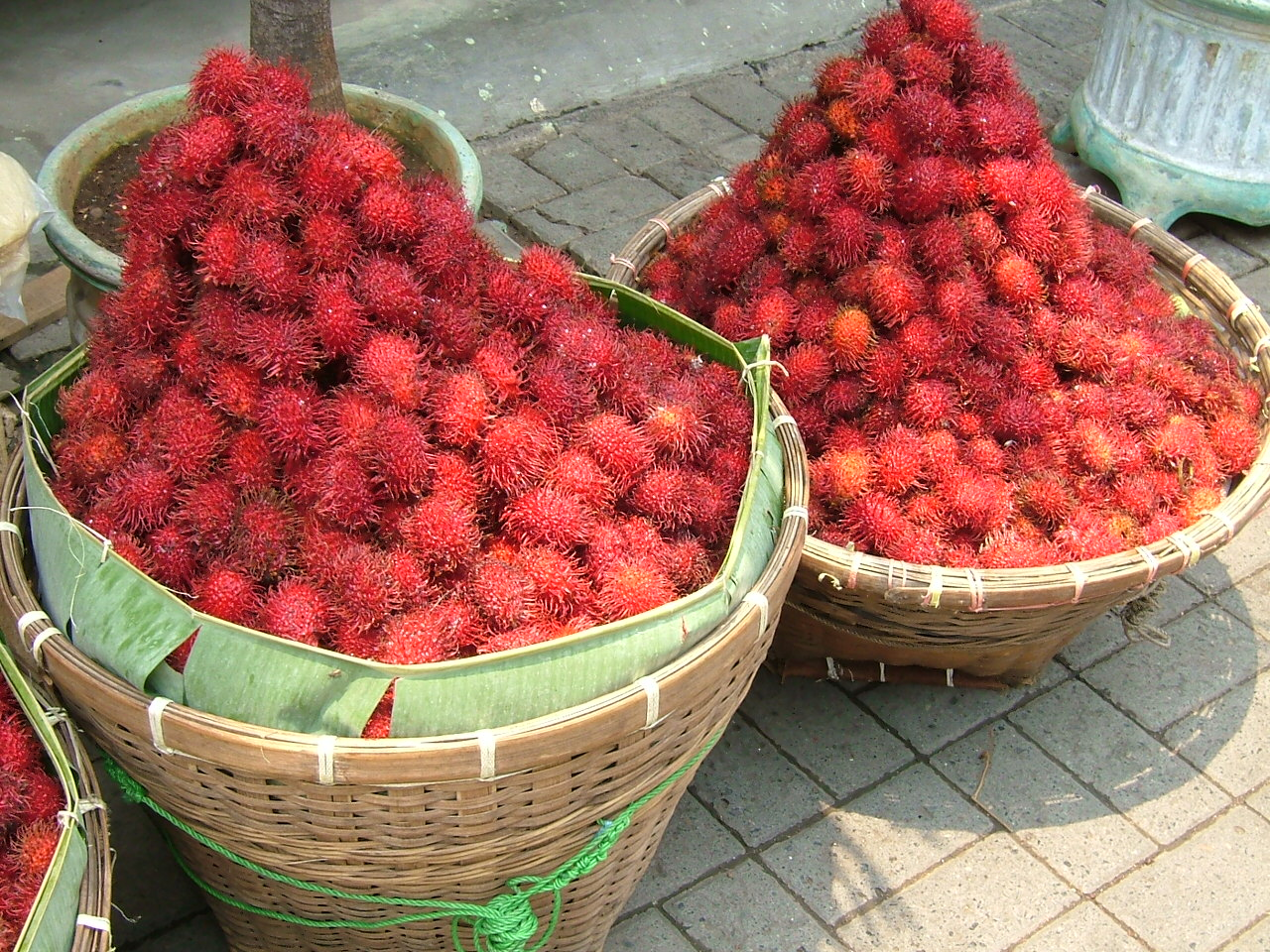
Rambután preparados para su venta en un mercado de Yakarta

En los mercados indonesios abunda una gran variedad de fruta tropical. Estas son una parte importante de la dieta indonesia, y se incluye en los almuerzos, en los postres, o incluso en los platos salados (como por ejemplo el rujak). Muchas de estas frutas son indígenas de Indonesia (Mangostín) o del archipiélago Malayo en general (Rambután), otros se ha importado de otros países tropicales, aunque el origen de muchas de estas frutas se disputa hoy en día. El plátano y el coco son particularmente importantes, no sólo para la cocina indonesia, sino que también en otras aplicaciones, tales como madera, lecho ( material para techos), aceite, placas y empaquetado, etc.
Indonesio/Inglés/Español/Nombre Científico
- Pisang/Banana/Banana/Musa × paradisiaca
- Kelapa/Coconut/Coco/Cocos nucifera
- Belimbing/Starfruit/Carambola/Averrhoa carambola
- Duku/Langast/Langast/Lansium parasiticum
- Durian/Durian/Durian/Durio Zibethinus
- Nangka o Gudeg/Jackfruit/ Fruta de jack/Artocarpus
- Jeruk Obat/Kaffir lime/Lima/Citrus hystrix
- Jeruk Nipis/Key lime/Lima/Citrus aurantiifolia
- Kelenkeng/Longan/Ojo de Dragón/Dimocarpus longan
- Lichee/Lychee/Lichi/Litchi chinensis
- Mangga/Mango/Mango/Mangifera indica
- Manggis/Purple Mangosteen/Mangostan/Garcinia mangostana
- Jeruk Manís/Orange/Naranja/Citrus × sinensis
- Nanas/Pineapple/Piña/Ananas comosus
- Jeruk Bali/Grapefruit/Pomelo/Citrus × paradisi
- Rambutan/Rambutan/Rambutan/Nephelium lappaceum
- Salak/Snake fruit/Salak/
- Soursop Sirsak/Sirsak/Annona muricata
- Gandaria/Mango plum/Mango ciruela/Bouea macrophylla
- Jambu air/Java apple/Pumarosa/Syzygium samarangense